# 索博利夫卡 (布恰区)
50°36′17″N 29°35′50″E / 50.60472°N 29.59722°E
索博利夫卡（烏克蘭語：Соболівка）是位於烏克蘭北部的村莊，由基辅州布恰区的馬卡里夫市鎮負責管轄。該村處於錫利尼亞河畔，始建於1868年，面積0.06平方公里，海拔高度154米，2001年人口76。